# Sonia Smuts
Sonia Smuts (* 5. Oktober 1991) ist eine ehemalige südafrikanische Leichtathletin, die sich auf das Kugelstoßen spezialisiert hat.

## Sportliche Laufbahn
Erste internationale Erfahrungen sammelte Sonia Smuts im Jahr 2011, als sie bei den Afrikaspielen in Maputo mit einer Weite von 15,29 m die Bronzemedaille im Kugelstoßen hinter der Kamerunerin Auriol Dongmo und ihrer Landsfrau Veronica Abrahamse gewann. Im Jahr darauf belegte sie bei den Afrikameisterschaften in Porto-Novo mit 15,40 m den vierten Platz und 2015 gewann sie bei den Afrikaspielen in Brazzaville mit 15,92 m die Bronzemedaille hinter der Kamerunerin Auriol Dongmo und Claire Uke und belegte im Diskuswurf mit 44,51 m den siebten Platz. 2023 beendete sie ihre aktive sportliche Karriere im Alter von 32 Jahren.
2012 wurde Smuts südafrikanische Meisterin im Kugelstoßen.

## Persönliche Bestleistungen
- Kugelstoßen: 16,03 m, 28. Februar 2015 in Pretoria
- Diskuswurf: 45,12 m, 20. April 2012 in Pretoria